# 權聖晙 (廚師)
權聖晙（韓語：권성준，1995年1月1日—），韓國義式料理廚師，參加Netflix實境節目《黑白大廚》為20位黑湯匙廚師之一，以拿坡里美味黑手黨的化名參與料理競賽。

## 生平
開始接觸烹飪料理是在中學時期，後來考進信韓大學的飯店烹飪系，偶然間看了戈登·拉姆齊的節目因而大受啟發，完成韓國的學業就前往義大利的烹飪學校ALMA繼續研修，畢業後留在義大利的兩家米其林星級餐廳工作，不到兩年的時間裡，就回到韓國清潭洞和延南洞，就此展開創業的準備和規劃。
這次在實境節目當中，權聖晙在黑白湯匙廚師混合團隊決賽之前，以一道栗子提拉米蘇甜點的意外轉折，躲過團隊淘汰的殊死戰，最後與愛德華·李兩人對決，權聖晙最後勝出獲得白種元與安成宰的一致認同，成為節目三億元獎金的最終得主。他的餐廳馬上湧進兩萬人以上的預定客人，為了控制出餐品質，權聖晙甚至降低桌數藉以維持他的料理水準，不過懂得趁勢行銷的連鎖超商業者CU，馬上找他合作推出栗子提拉米蘇甜點，使得節目當中重要關鍵轉折的經典甜點料理，成為超商都得買到的人氣甜點。

## 參與節目
- Netflix《黑白大廚：料理階級大戰》
- tvN《劉QUIZ ON THE BLOCK》[13]
- JTBC《拜託了冰箱 since 2014》

## 相關連結
- Instagram:napolimatfia